# 셰넌도어 대학교
셰넌도어 대학교(Shenandoah University)는 미국 버지니아주 윈체스터에 위치한 사립 대학이다. 6개 학교의 200개 이상의 분야에서 약 4,000명의 학생이 등록되어 있다: 예술 및 과학 대학(교육 및 리더십 학부 및 응용 기술 학부 포함), 경영 대학, 셰넌도어 컨저버터리(Shenandoah Conservatory), 버나드 J. 던 약학 대학, 엘레노어 웨이드 커스터 간호대학 및 보건전문대학(운동 훈련, 작업 치료, 의사 보조 연구 및 물리 치료). 셰넌도어 대학교는 버지니아주 내 5곳의 연합 감리 교회 연계 고등교육기관들 가운데 한 곳이다.